# Miniaturprojektion
Miniaturprojektion beschreibt ein vom Trickfilmpionier Willis O’Brien entwickeltes Trickfilmverfahren, bei welchem eine kleine Rückprojektion einzelbildweise benutzt wird, um Realspielszenen in verkleinerte künstliche Szenenmodelle, Gemälde, Spiegel oder Fotos einzubauen. Sie wurde 1933 als Patent angemeldet und war als erstes im Film King Kong und die weiße Frau zu sehen. Zwar behauptete Produzent Merian C. Cooper später immer wieder, die Idee der Miniaturprojektion sei auf seine Anregung entstanden, aber O’Brien hatte bereits um 1928 begonnen, das Verfahren in Kurz- und Kleinfilmen zu testen.